# Rusko-ukrajinski rat
Za masovnu invaziju Rusije na Ukrajinu započetu 2022., vidi članak Invazija Rusije na Ukrajinu 2022.
Rusko-ukrajinski rat (rus. Российско-украинская война, ukr. Російсько-українська війна) dugotrajni je rat između Rusije (zajedno s proruskim separatističkim snagama) i Ukrajine. 
Rat je započeo je u veljači 2014. nakon ukrajinske Revolucije dostojanstva, a u početku se fokusirao na status Krima i Donbasa, međunarodno priznatih kao dio Ukrajine. Prvih osam godina sukoba uključivalo je rusku aneksiju Krima (2014.) i rat u Donbasu (2014. – danas) između Ukrajine i separatista koje podržava Rusija, kao i pomorske incidente, kibernetički rat i političke napetosti. 
Nakon gomilanja ruske vojske na granici između Rusije i Ukrajine od kraja 2021., sukob se značajno proširio kada je Rusija pokrenula invaziju na Ukrajinu 24. veljače 2022.
Nakon prelaska u intenzivnu fazu rata 2022. godine, Rusko-ukrajinski rat je odnio stotine tisuća žrtava i postao je globalno značajni ratni sukob.

## Početak vojnog sukoba (2014.)
Nakon prosvjeda na Euromajdanu u glavnom gradu ukrajine Kijevu i revolucije koja je rezultirala smjenom proruskog predsjednika Viktora Janukoviča u veljači 2014., u dijelovima Ukrajine izbili su proruski nemiri, a ruski vojnici bez oznaka preuzeli su kontrolu nad strateškim položajima i infrastrukturom na ukrajinskom teritoriju Krima i zauzeli krimski oblasni parlament.
Ukrajinska vojne i policijske snage su se pokazale donekle dovoljno spremnima da izađu na kraj s proruskim pobunjenicima u dijelovima Donbasa, ali apsolutno nedoraslima sukobu s moćnim vojnim snagama Ruske Federacije, koje su bez iole ozbiljnog otpora ukrajinske vojske i mornarice (kojoj su oduzeta skoro sva plovila, koja su uglavnom bila stacionirane u lukama na Krimu, u blizini ondašnje velikih ruskih vojnih baza smještenih na ukrajinskom teritoriju prema međudržavnim sporazumima o vojnoj suradnji s početka 1990.-ih godina) zauzele najveći ukrajinski poluotok Krim i pružile presudnu potporu proruskim pobunjenicima na području glavnih gradova Donjecka i Luhanska, na kojima je bila najgušća koncentracija etničkih Rusa: u kolovozu 2014. neoznačena ruska vojna vozila prešla su ukrajinsko-rusku granicu na području Donbasa.
Počeo je neobjavljeni rat između ukrajinskih snaga s jedne strane, a separatisti su se pomiješali s ruskim postrojbama s druge, iako je Rusija odbijala priznati svoju umiješanost. Rusija je proglasila pripojenje Krima teritoriju Rusije, te priznala Donjecku Narodnu Republiku i Lugansku Narodnu Republiku kao tobožnje neovisne države.
Rat je prerastao u statičan sukob, s opetovanim neuspjelim pokušajima prekida vatre. Godine 2015. sporazum Minsk II potpisale su Rusija i Ukrajina, no niz sporova na terenu spriječio je njegovu punu provedbu.

## Eskalacija rata (2021. – 2022.)
U 2021. i početkom 2022. došlo je do velikog gomilanja ruske vojske oko ukrajinskih granica. NATO je optužio Rusiju za planiranje invazije, što je ona negirala. Ruski predsjednik Vladimir Putin kritizirao je proširenje NATO-a - koji je sa svoje strane službeno odbijao prihvatiti bilo kakvu kandidaturu Ukrajine za članstvo u tom vojnom sukobu, a članice NATO-a su pružale vrlo ograničenu tehničku potporu u kojoj čak nisu htjele prodavati Ukrajini oružane sukobe koje pješak ne može nositi na leđima - kao prijetnju njegovoj zemlji. Istodobno s ponavljanjem narativa o navodnoj ugrozi za Rusiju, u srpnju 2021. god. je na službenim stranicama ureda Predsjednika Ruske Federacije objavio Vladimir Putin svoj traktat o povijesti odnosa Rusije i Ukrajine, u kojemu - na liniji državnog projekta tzv. Ruskog svijeta u kojemu se kao tobože apsolutno moralno opravdane promoviraju težnje da Rusija bude hegemon nad svim susjednim zemljama - "objašnjava" da sama ideja da Ukrajina bude zemlja neovisna o Rusiji predstavlja kriminal, izjavljuje da ne priznaje međunarodne granice Ukrajine i štoviše iznosi mišljenje da je nedopustivo da Ukrajinci budu samobitna nacija.
Rusija je 21. veljače 2022. službeno priznala dvije samoproglašene separatističke države u Donbasu i otvoreno poslala svoje vojnike radi obrane tih teritorija od mogućih ukrajinskih akcija. Tri dana kasnije Rusija je napala Ukrajinu. Velik dio međunarodne zajednice osudio je Rusiju za njezine postupke u postrevolucionarnoj Ukrajini, optužujući je za kršenje međunarodnog prava i kršenje ukrajinskog suvereniteta. Mnoge su zemlje uvele ekonomske sankcije protiv Rusije, ruskih pojedinaca ili tvrtki, posebno nakon invazije 2022. godine.

## Velika ruska invazija na Ukrajinu (2022.)
Oko 5 sati ujutro 24. veljače 2022. god. po istočnoeuropskom vremenu, predsjednik Ruske Federacije Vladimir Putin je objavio provođenje „specijalne vojne operacije” u istočnoj Ukrajini. Međutim su nekoliko minuta kasnije počeli su ruski raketni udari diljem Ukrajine, uključujući i glavni grad Kijev. Ukrajinska granična služba objavila je da su napadnuti njeni granični prijelazi s Rusijom i Bjelorusijom. Dva sata kasnije ruske kopnene snage ušle su u zemlju.
Ukrajinski predsjednik Vladimir Zelenski objavio je nakon početka invazije izvanredno stanja u Ukrajini, te prekid diplomatskih odnosa s Rusijom. U Ukrajini je objavljena opća mobilizacije. 
Ruska invazija je naišla na široku međunarodnu osudu, uključujući sankcije koje su nametnute Rusiji; u samoj Rusiji su protivnici rata otpočeli antiratne na koje su ruske vlasti odgovorili masovnim uhićenjima prosvjednika.
Dana 15. ožujka 2022. godine generalni sekretar NATO-a Jens Stoltenberg je istaknuo odlučno opredjeljenje "NATO saveznika" (koje ne uključuje aktivnost tijela NATO saveza kao takvog) da pruže podršku Ukrajini u oružju, streljivu i drugim sredstvima potrebnima za obranu. Već u travnju 2022. god. su zemlje Grupe G7 obećale 24 milijarde dolara gospodarske pomoći.
Europska unija, Sjedinjene Američke Države i druge Ukrajini prijateljske zemlje su, osim pružanja žurne i odlučne gospodarske pomoći i opskrbu ratnim materijalom za Ukrajinu, odlučile primijeniti ozbiljne ekonomske sankcije protiv Rusije. Dana 3. siječnja 2022. god., Bruno Le Maire, ministar financija Francuske, dao je procjenu da će tisuću milijardi dolara vrijedna imovina ruske države, te nekih poduzeća i "svih oligarha" biti zamrznuta sankcijama. Dodao je da Europska unija neće vojno intervenirati, ali "smo potpuno odlučni da iskoristimo svu ekonomsku i financijsku moć kojom raspolažemo... već nanosimo tešku štetu ruskoj ekonomiji [i] financijskom sustavu".

### Ruski pokušaj okupacije čitave Ukrajine (2022.)
Nakon 8 godina angažmana u vojnom sukobu niskog intenziteta sa separatistima u Donabsu, ukrajinske oružane snage su bile spemnije nego 2014. god.: postrojbe su bile dobro uvježbane, a nakon što su masivne ruske snage bile neposredno pred invaziju raspoređene uz ukrajinske granice radi navodnih vojnih vježbi, ukrajinske postrojbe su izmještene iz svojih vojarni na ratne položaje. Makar nisu znatno postradale u raketiranjima na samom početku invazije koju su ruske snage pokrenule iz svih pravaca dodira ruskog i ukrajinskog teritorija, te iz susjedne Bjelorusije (čije se vojne snage nisu uključile u napad, ali je Rusiji dala na raspolaganje svoj teritorij za izvođenje napada na Ukrajinu), Ukrajinske snage su dovoljno snažne obrambene položaje imali samo prema teritoriji pod kontrole proruskih separatista u Donbasu; također su postojali planovi i donekle dostatne kopnene snage za odlučnu obranu glavnog grada Kijeva i milijunskog Harkiva smještenoga uz samu kopnenu granicu s Rusijom. Međutim nije mobilizacija ukrajinskih rezervista počela prije same invazije, a prostrane ravnice oko Hersona i Melitopola na jugu Ukrajine su bile branjene tek malobrojnim vojnim postrojbama - što će omogućiti brzo izbijanje ruskih snaga na središnju ukrajinsku rijeku Dnjepar i opkoljavanje snažnijeg ukrajinskog garnizona u Mariupolju, odakle se držao dio fronte prema Donbasu.
Nakon 3 tjedna rata, oko 1/4 ukupnog stanovništva Ukrajine napustilo je svoje domove: smatra se da je približno 6,5 milijuna ljudi raseljeno unutar Ukrajine, a oko 3,5 milijuna izbjeglica napustilo je područje države. Na okupiranim područjima se priprema uvođenje ruske valute i ruskog pravnog poretka.
Ujedinjeni Narodi konstatiraju da su ruske invazijske snage počinile razne ratne zločine.
Rusija je tijekom ožujka i početkom travnja 2022. god. - nakon velikih razaranja Ukrajine i značajnih gubitaka vlastite tehnike i ljudstva koji su nastali nakon što su ukrajinske snage propustile rusku vojsku duboko na područje Ukrajine, ali očuvavši pri tome integritet svojih postrojba, koje su potom uspješno napadale kolone vojnih koje su stotinama kilometara preko ukrajinskih prometnica pokušavale osigurati dovoljnu količinu ratnog materijala za ruske postrojbe - morala odustati od pokušaja da preko ravnica u sjevernom dijelu Ukrajine okruži i opkoli glavni grad Ukrajine Kijev. Nakon povlačenja iz sjevernih područja Ukrajine, u narednim su mjesecima ruske snage vojne snage izvršile značajni napor - popraćen žilavim ukrajinskim otporom - radi ovladavanja cjelokupnom Luhanskom oblasti i potom Donjeckom oblasti. Nakon što su u srpnju 2022. osvojili Sjeverodonjeck, Rusi su svoju pažnju usmjerili prema gradu Bahmutu 65 kilometara južnije. U slučaju osvajanja Bahmuta, Rusi su vjerojatno htjeli stvoriti preduvjete za daljnji nastavak ofenzive na Slovjansk i Kramatorsk, čime bi dovršili okupaciju čitavog Donbasa.
Potom se u rujnu 2022. godine bile značajni uspjesi oružanih snaga Ukrajine, koji su u velikoj ofenzivi u Harkovskoj oblasti oslobodile oko 9.000 četvornih kilometara teritorija i (ponovo) zarobile znatne količine oružja i streljiva; oslobođen je potom i grad Herson na jugu Ukrajine i okolno područje na sjevernoj strani Dnjepra.
21. rujna, 2022. godine najavljena je u Rusiji djelomična mobilizacija, kojom bi 300 000 Rusa trebalo biti mobilizirano za nastavak rata u Ukrajini.

## Konsolidiranje ukrajinske obrane (2022. – 2023.)
Procjene međunarodne zajednice prije početka ruske invazije 2022. god. su uglavnom bile, da će Rusija uspjeti okupirati Ukrajinu, ali da će Ukrajinci moći nastaviti s gerilskim ratom protiv okupatora. Sjedinjene Američke Države su u siječnju i veljači 2022. godine donijele dva zakona pod imenima Never Yielding Europe’s Territory (NYET) Act ) i Guaranteeing Ukrainian Autonomy by Reinforcing its Defense (GUARD) Act, kojima se adresirala mogućnost ruske invazije, te najavljena za takav slučaj raznolika američka pomoć Ukrajini - uključivo onu obavještajnu. Pred samu invaziju, ocjenjivale su američke državne službe da će se na temelju tih američkih propisa pružati američka sigurnosna potpora i pružanje obavještajnih podataka proturuskoj gerili u Ukrajini ("U.S. security assistance and intelligence sharing to a Ukrainian insurgency").
Kada se pokazalo da se Ukrajina brani bolje od očekivanja, žurnu vojnu pomoć u oružju i drugom ratnom materijalu u Ukrajinu počele su slati Sjedinjene Američke Države, Kanada, Ujedinjeno Kraljevstvo, Njemačka, Belgija, Francuska, Švedska, Nizozemska, Češka, Italija, Portugal, Grčka, Rumunjska, Španjolska, Hrvatska, Poljska i Slovačka. Oružje je do Ukrajine u pravilu dolazilo preko teritorija Poljske, budući da je Mađarska (jedina među članicama NATO pakta) zabranila tranzit vojnog materijala za Ukrajinu preko svog teritorija. Već krajem svibnja 2022. je izvršena u Ukrajinu prva isporuka samovoznih dalekometnih raketne sustava M142 HIMARS i M270 MLRSiz Sjedinjenih Američkih Država, a ubrzo potom su takve sustave Ukrajini obećale iz svojih vojnih zaliha isporučiti također i Ujedinjena Kraljevina i Norveška. Izvršena je ubrzo i isporuka protubrodskih projektila "Harpoon" iz Danske. Iz Kanade su isporučila Ukrajini isporučeni dalekometni 155 milimetarski projektili za haubice "Excalibur"; stiže brojna druga pomoć iz raznih zemalja tzv. "kolektivnog zapada", koje su u prijateljskim odnosima s Ukrajinom.
Početkom 2023. god. Rusija uporno nastoji osvojiti Bahmut u Donbasu; u očekivanju reorganizacije regularne ruske vojske koja priprema prihvat brojnih rezervista, glavna udarna snaga ruskih vojski u ovoj bitci bili su plaćenici Privatne vojne kompanije Wagner, koje je vlasnik kompanije Jevgenij Prigožin velikim dijelom unovačio po ruskim zatvorima. Wagner će nakon vrlo teških gubitaka osvojiti Bahmut, ali će nakon povlačenja na teritorij Rusije u lipnju 2023. god.  Privatna vojna kompanija Wagner pokušati puč protiv središnjih vlasti Ruske Federacije.
Početkom lipnja 2023. godine, ukrajinske su oružane snage ojačane pristiglim zapadnim naoružanjem pokrenule su ofenzivna djelovanja prema u Zaporoškoj i Donjeckoj oblasti. Ubrzo se pokazalo da je Rusija pripremila dovoljno snažne defenzivne kapacitete, te je ukrajinski pokušaj vraćanja svojih okupiranih teritorija zaustavljen.

## Rat iscrpljivanja (2024.)
Početkom 2024. god. bilježe se stanoviti ukrajinski uspjesi, tako su ruskoj ratnoj mornarici na Crnom moru naneseni znatni gubitci i zbog prijetnji od napada ukrajinskim raketama i plovećim dronovima, nije ona više u stanju blokirati ukrajinske luke. Međutim su ruska ekonomija i društvo usprkos međunarodnim gospodarskim sankcijama - u kojima ipak ne sudjeluju Kina, Indija i mnoge druge zemlje - dovoljno stabilne da podupiru nastavak rata u Ukrajini; pri tome ima Rusija 4 puta veće stanovništvo i još nešto više jaču ekonomiju od Ukrajine. Ruskoj strani osobito pomažu visoki prihodi od izvoza nafte, te značajne kompetencije u proizvodnji naoružanja.
Na drugoj strani, Ukrajina - na čijem se teritoriju vodi rat - pokazuje znakove zamora. Zemlja ne nalazi dovoljno političke snage da osigura mobilizaciju dovoljnog broja vojnih obveznika, a skoro godinu dana zastoja u isporuci američke vojne, humanitarne i ekonomske pomoći (u Kongresu SAD-a je zbog američkih unutarnjopolitičkih pitanja dugo bilo blokirano odobravanje nastavka te pomoći) - pristizala je doduše kroz to vrijeme znatna pomoć drugih saveznika, ali ne u mjeri da može potpuno zamijeniti američku podršku - je u znatnoj mjeri umanjilo ukrajinske kapacitete i ratni moral. Suočeno s nepovoljnim odnosom snaga na frontu i poteškoćama u djelovanju ukrajinske ekonomije i društva, vodstvo Ukrajine smjera nadvladati za svoju zemlju nepovoljne odnose na ratištu u 2024. god., i pokušati se pripremiti za eventualni preokret u svoju korist u 2025. godini. Analitičari ukazuju da se Rusko-ukrajinski rat pretvorio u tzv. rat iscrpljivanja: na ruskoj strani stoje veličina zemlje, stanovništva i ekonomije, te okolnost da se rat vodi izvan vlastitog teritorija; na strani Ukrajine stoji okolnost da zemlja prima značajnu pomoć od svojih saveznika. U prve 2 godine rata se Ukrajina mogla osloniti na izrazito visoki odaziv dragovoljaca u svoje postrojbe - koje su uglavnom i bile popunjavane na dobrovoljnoj bazi; međutim to u daljnjem tijeku rata sasvim očigledno više neće biti dovoljno. Ukrajinski saveznici jačaju vlastite proizvodnje ratnog materijala, kako bi mogli pratiti značajne potrebe Ukrajine, koja se na bojištu suočava s vrlo značajnim resursima koje je Rusija stavila na raspolaganje vlastitim oružanim snagama.
Dana 6. kolovoza, ukrajinske su se snage iznenadno probile kroz rusku granicu u Kursku oblast. Prema ruskim izvorima, u borbama u Kurskoj oblasti s ukrajinske strane sudjeluje oko 1000 vojnika i preko 24 oklopnih vozila. Snage su se u tri dana probile 20 kilometara u ruski teritorij i zauzele 350 km2, a cilj im je, navodi Al Jazeera, grad Sudža. Ukrajinske vlasti nisu komentirale događaj, a rusko Ministarstvo zdravstva objavilo je u srijedu 7. kolovoza da je ozlijeđen 31 pripadnik civila te da je na dan početka napada smrtno stradalo pet osoba, no bez informacija o gubitcima vojnog osoblja. Do 13. kolovoza, napad je uzrokovao evakuaciju preko 121 000 civila, dok je ranjeno barem 12. Ukrajinski izvori navode da je uspješno okupirano 1000 km2 ruskog teritorija, dok ruski tvrde da se napad probio 12 km duboko u teritorij po dužini od 40 km te da ukrajinske snage drže 28 naselja. Ruski su glasnogovornici također izjavili kako je napad usporen. Izvori su bili nejasni o tome pod čijom je kontrolom Sudža. Do početka 2025. god. ukrajinske snage su potisnute sa dijela ruskog teritorija kojega su zauzele i nalaze se u defenzivi: procjenjuje se da je oko 20.000 ukrajinskih vojnika suočeno sa 60.000 vojnika na protivnoj strani - u tome oko 20.000 pripadnika oružanih snaga Sjeverne Koreje, čije se državno vodstvo odlučilo uključiti u rat na strani Rusije, za početak baš na onom dijelu bojišta koji se nalazi na ruskom teritoriju.